# Тіофенол
Тіофенол — сіркоорганічна сполука з формулою C6H5SH, яка іноді записується у вигляді PhSH для зручності. Безбарвна рідина з різким запахом є найпростішим ароматичним тіолом. Структури тіофенолу та його похідних дуже схожі з фенолами, де атом кисню в гідроксильній групі (-ОН),який був би зв’язаний з ароматичним кільцем, замінений атомом сірки, який зв’язаний з ароматичним кільцем.
Префікс тіо- вказує на сірковмісну сполуку, а коли він використовується перед коренем слова, називає сполуку, яка зазвичай містить атом кисню. У нашому випадку атом кисню спирту замінюється атомом сірки.
Тіофеноли також іноді описують клас сполук, які формально похідні від самого тіофенолу. Всі вони мають сульфгідрильну групу (-SH), ковалентно зв'язану з ароматичним кільцем. 
У лікарському засобі під назвою тіомерсал є органосірчастий ліганд, який і є тіофенолом.

## Синтез
Існує кілька методів синтезу тіофенолу та споріднених для нього сполук. Варто зазначити, сам тіофенол зазвичай купують,а не синтезують, для лабораторних операцій. Двома основними методами є відновлення бензолсульфонілхлориду цинком  і дія чистої сірки на галогенід фенілмагнію або феніллітію з подальшим окисленням.
Перегрупуванням Ньюмена–Кварта феноли (№1) можна перетворити на тіофеноли (№5) шляхом перетворення на O-арилдіалкілтіокарбамати (№3), що з нагріванням призводить до утворенням ізомерної S - арильної похідної (№4).
При тіофенольній реакції Лейкарта початковою сполукою є анілін через сіль діазонію (ArN2X) та ксантогенат (ArS(C=S)OR).  Або,як альтернативний варіант, сульфід натрію та більшість триазенів мають здатність до реакції в органічних розчинах з утворенням тіофенолів.
Тіофенол можна виготовити з хлорбензолу та сірководню з використанням оксиду алюмінію при 371 - 704 °С. Дисульфід є основним побічним продуктом. Реакційне середовище є корозійним, саме тому реактори мають бути  покриті керамічним або схожим на керамічний матеріалом.  
Арилйодиди та сірка за певних умов також можуть утворювати тіофеноли.

## Використання
Тіофеноли використовуються у виробництві фармацевтичних препаратів, у тому числі сульфаніламідів. Протигрибкові засоби бутоконазол і мертіолат є похідними різних тіофенолів.

## Властивості та реакції

### Кислотність
Фенол має набагато нижчу кислотність, порівняно з тіофенолом. Це очевидно з їхніх значень pKa (6,62 для тіофенолу та 9,95 для фенолу). Дуже схожа ситуація виникає з H2S та H2O, а також для всіх тіолів з відповідними спиртами. Обробка PhSH з сильною основою, такою як гідроксид натрію (NaOH) або натрієм, дає сіль тіофенолят натрію (PhSNa).

### Алкілування
Тіофенолат є високонуклеофільним, що зумовлює високу швидкість алкілування. Як наслідок такої сприятливості алкілювання, обробка C6H5SH йодистим метилом за присутності основи дає метилфенілсульфід (C6H5SCH3 - тіоефір, який часто називають тіоанізолом). Такі реакції є незворотними. С6H5SH також приєднується до α,β-ненасичених карбонілів через приєднання Міхаеля .

### Окислення
Тіофеноли, особливо в присутності основи, легко окислюються до дифенілдисульфіду :
4C6H5SH + O2  →  2C6H5S-SC6H5 + 2H2O
З подальшим окисленням, отриманий дисульфід можна відновити до тіолу з використанням борогідриду натрію. Ця окисно-відновна реакція також застосовується при використанні C6H5SH як джерела H.

### Хлорування
Фенілсульфенілхлорид є рідиною криваво-червоного кольору (температурою кипіння є  41–42 °C за 1,5 мм рт. ст.). Цю сполуку можна одержати реакцією тіофенолу з хлором (Cl2).

### Координація до металів
Катіони металів утворюють тіофеноляти, деякі з яких є полімерними. Одним із прикладів є C6H5SCu, який можна отримати обробкою купрум(І) хлориду тіофенолом.

## Безпека
Національний інститут безпеки та гігієни праці США встановив рекомендовану межу впливу на рівні 0,1 проміле (0,5 мг м − 3 ) і часу контакту не більше 15 хв. Деякі організації позначили речовину як надзвичайно небезпечну, означаючи відсутність будь-якого допустимого часу контакту без шкоди для зворов'я людини.